# Carlo Galimberti
Carlo Pietro Galimberti (ur. 2 sierpnia 1894 w Rosario, zm. 10 sierpnia 1939 w Mediolanie) – włoski sztangista. Trzykrotny medalista olimpijski.
Urodził się w Argentynie we włoskiej rodzinie, która do ojczyzny wróciła po zakończeniu I wojny światowej. Startował w wadze średniej (do 75 kg). Brał udział w czterech igrzyskach (IO 24, IO 28, IO 32, IO 36), na pierwszych trzech zdobywał medale. Zwyciężył w 1924, był drugi w 1928 i 1932. Pobił jeden oficjalny rekord świata. Był srebrnym medalistą mistrzostw Europy w 1930 i 1931.